# Eddie Rosario
Eddie Manuel Rosario (né le 28 septembre 1991 à Guayama, Porto Rico) est un joueur des Nationals de Washington de la Ligue majeure de baseball.

## Carrière
Joueur à l'école secondaire à Porto Rico, Eddie Rosario est repêché par les Twins du Minnesota au 4e tour de sélection en 2010. Il amorce sa carrière professionnelle en ligues mineures dès 2010 et y évolue surtout comme joueur de deuxième but et voltigeur de centre.
Rosario joue avec l'équipe de Porto Rico qui atteint la finale de la Classique mondiale de baseball 2013. 
En novembre 2013, alors qu'il joue au baseball d'hiver pour les Indios de Mayagüez de la Ligue Roberto Clemente à Porto Rico, Rosario apprend qu'il a échoué un test de dépistage des drogues auxquels doivent se soumettre les joueurs des ligues mineures. Il croit d'abord que des médicaments pris pour traiter une blessure au bras sont en cause, mais il s'avère plutôt que la substance en cause est la marijuana, interdite en ligues mineures (mais pas au niveau majeur). Il purge une suspension de 50 matchs au début de la saison 2014 des ligues mineures. Au printemps 2015, il gradue au niveau Triple-A des ligues mineures chez les Red Wings de Rochester, le club-école le plus élevé de l'organisation des Twins.
Eddie Rosario fait ses débuts dans le baseball majeur le 6 mai 2015 avec les Twins du Minnesota. À son premier passage au bâton, il s'élance sur le premier lancer de Scott Kazmir des Athletics d'Oakland et frappe un coup de circuit, devenant le 29e joueur de l'histoire des majeures et le premier de l'histoire des Twins à réussir la chose sur le premier tir reçu en carrière, et le 6e joueur des Twins à frapper un circuit à son premier tour au bâton dans les majeures.
Rosario mène le baseball majeur avec 15 triples à sa saison recrue en 2015. Le jeune voltigeur de gauche des Twins complète sa première saison avec 13 circuits, 50 points produits, 11 buts volés et une moyenne au bâton de ,267 en 122 matchs joués. Il termine 6e du vote annuel désignant la recrue par excellence de la Ligue américaine.